# Elatief (gradatie)
De elatief is in de Semitische taalkunde een gradatie van adjectieven (met name in het Arabisch), die zowel voor de comparatief als voor de superlatief wordt gebruikt. De Arabische elatief heeft een speciale verbuiging, gelijkaardig maar niet gelijk aan die van kleuren en defecte adjectieven. Om de elatief te vormen, worden de medeklinkers van medeklinkerwortel fa`īl in de context ʾaCCaC gezet, of ʾaCaCC als de eerste en tweede medeklinker dezelfde zijn. Meestal wordt een adjectief in de elatief verbogen naar naamval, maar niet naar geslacht of getal. Bovendien zijn elatieven diptoten.
| Positief         | Elatief             |
| ---------------- | ------------------- |
| صغير ṣaġīr klein | أصغر ʾaṣġar kleiner |
| جديد jadīd nieuw | أجد ʾajadd nieuwer  |
| غني ġanī rijk    | أغنى ʾaġnā rijker   |

Bijvoeglijke naamwoorden met een ander patroon kunnen een elatief krijgen door er akthar (meer) voor of achter te zetten. 
Er zijn enkele woorden die een specifieke vrouwelijke of meervoudsvorm hebben als het bepaald lidwoord aan de elatief is toegevoegd. Het vrouwelijke enkelvoud neemt dan de context CuCCā aan, het mannelijke meervoud ʾaCāCiC of ʾaCCaCūna, en het vrouwelijke meervoud CuCCayāt of CuCaC. Het gebruik van deze vrouwelijke en meervoudsvormen was uitgebreider in de klassieke dichtkunst. Zo wordt het adjectief kabīr كبير 'groot' veranderd in ʾakbar أكبر, en wanneer het bepaald lidwoord voorafgaat in kubrā كبرى  in het vrouwelijke enkelvoud, akābir  أكابر in het mannelijke meervoud en kubrayāt كبريات  in het vrouwelijke meervoud.